# Daniel Fränkel
Daniel Fränkel (auch Daniel Fraenkel; geb. 7. November 1821 in Sohrau, Preußen; gest. 1. April 1890 in Breslau, Deutschland) war ein deutscher Rabbiner.

## Leben
Daniel Fränkels Eltern waren der Kaufmann Hirsch Fränkel (1797–1886) und Lea Dresdner (1798–1870). Der in Sohrau geborene Fränkel wuchs in Beuthen O.S. (heute Bytom) auf. Nachdem er ein Jahr bei seinem Onkel auf dem Land gelernt hatte, ging Daniel Fränkel mit 14 Jahren (etwa 1836) nach Breslau auf des Elisabethengymnasium. Danach arbeitete er ein Jahr als Hauslehrer in mehreren Landgemeinden. 1841 war Daniel Fränkel Talmudschüler bei dem Bet-Midrasch-Rabbiner Elchanan Rosenstein und besuchte drei Jahre das königliche Lehrerseminar. Danach war er zwei Jahre lang Leiter der Gemeindeschule in Frankfurt (Oder). Am 8. November 1848 immatrikulierte sich Daniel Fränkel in Berlin und betrieb jüdische Studien bei Salomon Pleßner, Elchanan Rosenstein, Michael Sachs und Leopold Zunz. Kurz vor Abschluss des Trienniums legte er am 7. Oktober 1851 das Abitur des Köllnischen Gymnasiums ab. Daniel Fränkel heiratet Julie Rosenstein (1830–1891), Tochter seines Lehrers Elchanan Rosenstein. Ab 1. Januar 1851 war er Oberlehrer und Prediger in Frankfurt (Oder). Am 17. November 1853 promovierte Daniel Fränkel in Halle/Saale. Er erhielt am 21. Februar 1855 in Berlin ein Morenu-Diplom von Jakob Joseph Öttinger und 4. August 1861 ein Morenu-Diplom in Rogasen (heute Rogoźno) von Moses Veilchenfeld.  Ab dem 1. Juli 1855 war Daniel Fränkel Rabbiner in Rybnick, Oberschlesien (heute Rybnik, Polen) und zugleich erster Lehrer der jüdischen Schule. 1879 wurde er Leiter der 4. Religionsschule in Breslau und vertrat während dessen Krankheit ab 1886 den orthodoxen königlichen schlesischen Landesrabbiner Gedalja Tiktin.
Mit Julia Rosenstein hatte Daniel Fränkel zwölf Kinder: Siegmund Fraenkel (1855–1909),  Max Fraenkel (1856–1926), James Fraenkel (1859–1935), Martin Mordechai Fraenkel (1863–1928), Michael Fraenkel (1865–1942), Anna Fraenkel (1866–1942), Meta Lewin (1868–1955), Ernst Fraenkel (1872–1943) und Rachel Goldschmidt (nach 1865–nach 1945). Alle Kinder kamen in Rybnik zur Welt, bis auf den Erstgeborenen Siegmund, der in Frankfurt (Oder) geboren wurde. Michael, Anne und Ernst wurden im KZ Theresienstadt ermordet.
Daniel Fränkels Grab befindet sich auf dem Alten Jüdischen Friedhof in Breslau.

## Werke
- Commentatio de locis prophetae Habakkuk. Halle/Saale 1853 (Latein, Dissertation).